# Tommaso Landolfi
Tommaso Landolfi (Pico, província de Frosinone, 1908 — Roma, 1979) va ser un escriptor, traductor i crític literari italià. Les seves novel·les de caràcter grotesc se situen prop de la ficció especulativa, la ciència-ficció i el realisme. Va guanyar nombrosos premis, incloent-hi el Premi Strega.

## Obres
- La pietra lunare (1939)
- La spada (1942)
- Cancroregina (1950)
- La raganella d'oro (1952)
- Racconti impossibili (1966)
- A caso (1975)